# Franca Stoppi
Franca Stoppi, née le 19 juillet 1946 à Fiorenzuola d'Arda et  morte le 9 juillet 2011 à Spolète, est une actrice italienne.

## Biographie
Franca Stoppi a commencé en tant que comédienne au théâtre et se tourne ensuite vers le cinéma, principalement le cinéma d'épouvante.

## Filmographie
- 1982 : Pénitencier de femmes
- 1976 : Bestialité (Bestialità) de Peter Skerl (it)
- 1979 : Blue Holocaust (Buio Omega)
- 1981 : L'Autre enfer (L'altro inferno)